# 삼성 R5 타워
삼성 R5 타워(영어: Samsung R5 Tower)는 대한민국 경기도 수원시 영통구 매탄동에 위치한 오피스 빌딩 단지이다. 총 2개동으로 구성되어 있다. 높이는 134m이고 지상은 27층, 지하로는 5층이 있다. 주로 모바일을 연구하는 건물이다.

## 역사
2001년 삼성 R3 타워(27층, 166m)가 완공되었고 2005년 삼성 R4 타워(37층, 185m)가 완공되었다. 이후에는 2개동으로 구성된 삼성 R5 타워(27층, 134m)가 2010년에 착공하여 2013년에 완공되었다.

## 높이
지상 27층, 지하 5층, 높이는 134m로 되어있다. 총 2개동의 층수와 높이가 비슷하다. 2001년에 완공된 삼성 R3 타워(27층, 166m)보다 낮고 2005년에 완공된 삼성 R4 타워(37층, 185m)보다 낮다. 층수는 2001년에 완공된 삼성 R3 타워(27층, 166m)와 비슷하다. 높이는 총 2개동으로 구성된 삼성 R5 타워(27층, 134m)와 다르다.

## 특징
삼성디지털시티에 위치한 삼성 R5 타워는 모바일연구소다. 이 건물은 MX사업부가 쓰고 있다. 삼성을 대표하는 공시가 나올 때 보여주는 건물이 자주 나온다.

## 내부 시설
업무시설, 연구실 등이 있다.
| 층수                | 용도                |
| ------------------- | ------------------- |
| 2층 ~ 27층          | 업무시설, 연구실 등 |
| 1층                 | 로비                |
| 지하 5층 ~ 지하 1층 | 지하주차장          |

## 같이 보기
- 삼성디지털시티